# Сытин, Леонид Аполлонович
Леони́д Аполло́нович Сы́тин (1 (13) апреля 1829, Тула — 24 сентября 1913) — первый русский торфмейстер, основоположник торфяного дела в России, организатор первых торфяных разработок.

## Биография
Л. А. Сытин родился 13 апреля 1829 года в Туле в семье коллежского советника, учителя (инспектора) губернской гимназии. В 1855 году окончил гимназию и поступил в Горы-Горецкий земледельческий институт. После выпуска отправился в Баварию, Нидерланды, Германию, Францию, куда позже неоднократно возвращался с целью изучения торфяного дела. В 1856 году получил приглашение на работу торфмейстером в Министерство государственных имуществ, где проработал 54 года. С 1868 года Сытин занимался особенностями применения торфа для сжигания в топках железнодорожных локомотивов. В 1869 году в журнале Главного управления путей сообщения он писал об исследовании торфяных залежей по Курско-Киевской железной дороге. В 1872—1875 годах командирован для изучения вопросов добычи и переработки торфа в Германию, Нидерланды, Францию, Швейцарию. По возвращении в Россию в 1875—1876 годах основал под Брянском первое государственное торфяное предприятие и стал его директором, был назначен управляющим Пальцевского торфяного завода в Орловской губернии. В России началось интенсивное освоение болот и топей.
В 1882 году Сытин представил коллекцию образцов торфа из Карачевского уезда Орловской губернии, образцов и продуктов сухой перегонки торфа, планы разработки торфа, орудия исследования торфяных залежей, модель печи для комнатного отопления торфом на Всероссийской художественно-промышленной выставке в Москве. Также Сытин в 1896 году принимал участие в организации торфяной экспозиции на Всероссийской выставке в Нижнем Новгороде.
21 декабря 1882 года при Департаменте земледелия и сельской промышленности Министерства государственных имуществ была учреждена особая торфмейстгерская часть для исследования торфяных болот, которые отдавались потом в арендное содержание. В этой части была образована должность заведующего разработкой казённых торфяных болот с целью их повсеместного исследования и оказания помощи местным жителям в разработке болот. Проводилась разведка казённых торфяников, привлекались люди для выделывания торфа ручным трудом, готовились специалисты. Сытин занимался обследованием болот и сдачей их в аренду, давал технические консультации; организовал крупные торфоразработки под Москвой, на Урале и в других областях страны, предложил механизированные методы добычи торфа и его комплексного использования.
В 1900 году на Всемирной выставке в Париже торфмейстерская часть получила золотую медаль, представив экспозицию с образцами торфа и оборудования по торфодобыванию в России.
Поскольку подготовка к выставкам занимала много труда и времени, в 1912 году Л. А. Сытин и его помощник Е. С. Меншиков (1883—1926) в Петербурге начали организовывать передвижной торфяной музей для поездок на выставки с целью ознакомления населения с различными способами улучшения сельского хозяйства.
Скончался 24 сентября 1913 года.